# 1993年Jリーグ開幕節
1993年Jリーグ開幕節（1993ねんJリーグかいまくせつ）は、日本プロサッカーリーグ（Jリーグ）の最初のシーズンとなった1993年シーズンのサントリーステージ（1stステージ）第1節（開幕節）として、1993年5月15日に行われたヴェルディ川崎対横浜マリノス、および5月16日の4試合（後述）を指す。この項目では、この5試合、特に開幕戦となった「ヴェルディ対マリノス」を中心に、そこに向けた準備とその後について記す。なおクラブ名や会場の呼称は、全て当時の呼称で記載する。
なお「Jリーグ開幕節」と書くと、毎年早春（主に3月初め）から晩秋（11月末か12月初め）にかけて行われるJリーグのその年の最初の試合（第1節）を指すが、Jリーグ自体の最初の節を注記無しで「Jリーグ開幕節」、またヴェルディ対マリノス戦を「Jリーグ開幕戦」と表記する事もある。

## 経緯

### 前年の成功
1991年にJリーグの初年度参加10チーム（オリジナル10）が決定され、1992年9月5日からは翌年からのリーグ戦の事前大会となるJリーグヤマザキナビスコカップが開催された。この大会は徐々に観衆を増やし、ヴェルディ川崎が優勝した11月23日の決勝戦では会場の国立競技場に主催者発表で5万6000人が詰めかけ、1991年まで開催された日本サッカーリーグ (JSL) の観客数を大幅に上回った。この追い風を受け、Jリーグ事務局は翌年のリーグ戦開幕の準備作業を進めた。
本来であれば、リーグ戦の開幕は3月であるが、1993年4月8日から5月7日まではワールドカップのアジア一次予選が開催されていたため、Jリーグの成功にはサッカー日本代表の成功も不可欠と考えていたJリーグ事務局は、5月15日まで繰り下げた開幕日を設定した。

### 開幕戦の特別化
Jリーグ事務局は、日本初のプロサッカーリーグの開始を告げる開幕戦の盛り上げに特に力を入れた。1993年のJリーグは全10チームにより毎節5試合が週2回、水曜日と土曜日に全試合同日開催 で実施する予定を組んだが、開幕節に限っては例外として分散開催とした。1980年代からJSLの2強として人気や実力が抜きん出ていた読売サッカークラブと日産自動車サッカー部から生まれ、日本代表にも複数の選手を送っているヴェルディとマリノス の対戦をリーグ全体の開幕戦として土曜の夜に行い、他の4試合は1日遅らせて日曜開催とした。また、NHK総合テレビによる全国中継を行うため、19時00分開始という原則を曲げて、この開幕戦だけは19時30分開始とした。
チケット販売に関しても、この試合では特殊な体制を取った。購入希望者は郵送で購入申し込みを行い、当選者がチケット代金を振り込むと購入者の名前が印刷された特製のチケットが郵送された。これは観戦者の記念になるようにと配慮されたもの とされるが、同時にダフ屋行為と呼ばれるチケットの不法転売を防止する効果もあった。この開幕戦への人気は高く、抽選は高倍率となった。
また、この試合の開催地は日本サッカーの象徴となる場所として、ヴェルディの当時の本拠地である等々力陸上競技場（神奈川県川崎市）ではなく、当時はJリーグのクラブがなかった東京都内の国立競技場が選ばれた。Jリーグは「地域密着」の理念を掲げ、各チームに自らが本拠地とするホームタウンを重視した活動を行うように指導していたが、この試合だけは例外だった。このように、チケット販売方式も含め、この試合はヴェルディの主催試合ではあるものの、完全にJリーグ事務局が直轄して運営する試合となった。そしてJリーグは「サッカーの王様」ペレや国際サッカー連盟 (FIFA) の広報担当者、メキシコシティオリンピックでの銅メダル獲得を導き日本サッカーの礎を築いたデットマール・クラマーなどの来賓を招き、海外へのアピールも試みた。

## 5月15日

### 開幕セレモニー
1993年5月15日の開幕日に合わせ、Jリーグはその代理店業務を委託した博報堂やグッズ開発・販売を手がけるソニー・クリエイティブプロダクツ (SCP) などとともに大がかりな宣伝活動を展開していた。Jリーグやスポンサー企業は5月15日の新聞に広告を出稿し、告知に務めた。
前日の雨が上がり、好天に恵まれた国立競技場には、19時30分の試合開始の7-8時間前から若者や子どもを中心とした多くの観衆が詰めかけた。試合開始前には30分間の開幕セレモニーが開催された。
Jリーグの巨大な旗がピッチで、参加10クラブの旗が満員の観衆で埋まったスタンドの上で広げられた。また、メインスタンド前の特設ステージにもJリーグや各クラブの旗が、各クラブのサポーターや育成チーム所属選手有志らの行進により、並べられた。
そしてそれをバックに、ロックバンドTUBEのギタリスト春畑道哉の作曲で発売されていたJリーグの公式テーマ曲「J'S THEME」を春畑自身が生演奏し、レーザー光線が乱舞する「幻想的な光景」 の中で空気を吹き込まれたJリーグのマスコット「J-boy」の巨大バルーンが立ち上がった。
続いてスポットライトを浴びた川淵三郎Jリーグチェアマン（理事長）が、メインスタンド前の特設ステージに登壇し、以下のようなスピーチを読み上げた。
| 「 | 開会宣言。スポーツを愛する多くのファンの皆様に支えられまして、Jリーグは今日ここに大きな夢の実現に向かって その第一歩を踏み出します。1993年5月15日、Jリーグの開会を宣言します。Jリーグチェアマン、川淵三郎。 | 」 |

このスピーチに対し、満員の観衆は当時流行していたチアホーンを鳴らして称賛を送った。
その後、大サポーターの拍手の下、メインスタンドから当日のレフリー陣を先頭に、ヴェルディ川崎、横浜マリノスの両クラブのスターティングイレブンによる選手入場、締めくくりに、大型ビジョンにある国旗掲揚台に日章旗が掲揚される中、TUBEのヴォーカル・前田亘輝が君が代を独唱（いわゆる国歌独唱） 。その後、川淵と島田秀夫日本サッカー協会会長のエスコートにより、来賓の高円宮憲仁親王夫妻、森山真弓文部大臣、ボロスコフFIFA副会長（いづれも当時）による両軍スタメンに対する激励が行われた。
2009年のJリーグファミリーJoinデイズで「ありがとう!1億人キャンペーン」の一環としてその時の写真のメモリアルカードが来場者全員に配られた。

### 開幕戦
開幕セレモニーが終わり、スタンドの照明が落とされてサーチライトが場内をめまぐるしく照らす演出がなされた中、両チームの選手が入場した。フェイスペインティングで顔を緑や青に塗り、手首にミサンガを掛けた手でチアホーンを鳴らし、両チームの旗を振って応援をする観衆が場内のアナウンサーに先導されて勧めたカウントダウンに合わせ、ディアスがキックオフをして試合が始まった。
| ヴェルディ川崎  | 1 - 2    | 横浜マリノス                      |
| --------------- | -------- | --------------------------------- |
| - マイヤー 19分 | 公式記録 | - エバートン 48分 - ディアス 59分 |

| ヴェルディ川崎 |    |            |      |      |
|                |    |            |      |      |
| GK             | 01 | 菊池新吉   |      |      |
| DF             | 02 | 中村忠     |      |      |
| DF             | 03 | ペレイラ   |      |      |
| DF             | 04 | 加藤久     |      | 79分 |
| DF             | 06 | 都並敏史   | 28分 |      |
| MF             | 05 | 柱谷哲二   |      |      |
| MF             | 08 | ハンセン   |      |      |
| MF             | 10 | ラモス瑠偉 |      |      |
| FW             | 07 | マイヤー   |      |      |
| FW             | 09 | 武田修宏   |      | 46分 |
| FW             | 11 | 三浦知良   |      |      |
| サブメンバー   |    |            |      |      |
| MF             | 12 | 永井秀樹   |      |      |
| FW             | 13 | 戸塚哲也   |      |      |
| MF             | 14 | 北澤豪     |      | 46分 |
| FW             | 15 | 阿部良則   |      | 79分 |
| GK             | 16 | 藤川孝幸   |      |      |
| 監督           |    |            |      |      |
| 松木安太郎     |    |            |      |      |

| 横浜マリノス  |    |              |      |
|               |    |              |      |
| GK            | 01 | 松永成立     |      |
| DF            | 02 | 平川弘       |      |
| DF            | 03 | 勝矢寿延     |      |
| DF            | 04 | 井原正巳     |      |
| DF            | 05 | 小泉淳嗣     | 30分 |
| MF            | 06 | 野田知       |      |
| MF            | 07 | エバートン   |      |
| MF            | 08 | 水沼貴史     |      |
| MF            | 10 | 木村和司     |      |
| FW            | 11 | ビスコンティ | 32分 |
| FW            | 09 | ディアス     |      |
| サブメンバー: |    |              |      |
| DF            | 12 | 永山邦夫     |      |
| MF            | 13 | 山田隆裕     |      |
| MF            | 14 | 三浦文丈     |      |
| FW            | 15 | 神野卓哉     |      |
| GK            | 16 | 横川泉       |      |
| 監督          |    |              |      |
| 清水秀彦      |    |              |      |

- 当時の背番号は、先発選手が1番から11番を、そして控え選手が12番から16番をつける「変動背番号制」が採用されていた。

この対戦はJSLの読売－日産を含め16試合マリノスの不敗が続き（12勝4分）、ヴェルディは読売クラブ時代の1987年3月にJSLを最後に勝っていなかった。この対戦成績も一因として守備力に秀でるマリノスが優勝候補最有力とみる予想があったが、いずれにしてもこの両チームが優勝を争うとサッカー報道関係者の間で広く考えられていた。
先制点はヴェルディのマイヤーが記録した。前半19分、ペナルティエリアの外から右足で放った約25mのミドルシュートは、Jリーグの第1号ゴールとなった。後半に入るとマリノスが逆襲し、48分（後半3分） にエバートンが同点ゴールを決め、57分（後半12分）には水沼のシュートに対しヴェルディGK菊池とDFペレイラが交錯してこぼしたボールをディアスが左足で蹴り込んで逆転に成功した。その後はマリノス守備陣がヴェルディの攻撃をしのぎ、2-1で勝利を収めた。これでマリノスはヴェルディ戦の連続不敗試合を17に伸ばした（マリノスの不敗記録は、同年2ndステージ11節で負けるまで 19試合(6年と8カ月)続いた）。
試合の勝敗とは別に、ピッチに立った選手達は、超満員になった観衆の前で試合が行えた事に感激していた。特にJSL時代の観客の少なさやプロ化への困難を知るベテラン選手はその思いが強く、水沼を始め、この試合の印象について語る者は多い。水沼は2013年に行われたこの試合の再放送で解説する際にも、「試合前のアップ（練習）の際にメインスタンドの下からセレモニーの様子をチラッと見て涙をこらえるのに大変だったし、選手入場の際に顔を合わせたヴェルディの選手は何人かが泣いていた」と語った。
この記念すべき試合の主審を務めたのは、当時日本の国際主審の中で最も若手の小幡真一郎であった。本来であれば大舞台をいくつも経験し国際主審としても経験豊富な高田静夫（その年のJリーグ最優秀審判員賞を受賞）が担当すべきところであるが、同時期に国際サッカー連盟 (FIFA) からの派遣要請によりサウジアラビアで行われる国際試合を高田が担当することになっており、小幡に白羽の矢が立てられたものである。本人はあまりの重責に複数回断ったものの結果的に受諾。試合直前まで打ち合わせの言葉が頭に残らないほど緊張していたものの、キックオフ前のカウントダウンで落ち着きを取り戻し、「ゲームの流れを止めないようにすること」を意識してレフェリングに集中。この試合で前半に3枚のイエローカードを提示しているが、最初に提示した都並敏史とは現在もなお親交があるという。
前述のとおり、この試合はNHK総合で全国中継され（放送時間は19:27-21:30）、世帯平均視聴率は32.4%を記録。日本リーグ時代に「視力検査」と揶揄された視聴率からは隔世の感があり、Jリーグ（日本国内のサッカーリーグ）のメディアバリュー向上を象徴するものとなった。
その晩のテレビ各局は、一般ニュース、及びスポーツニュースでどこもJリーグ開幕戦を大きく取り上げた。特に30秒で終わるよう、さらにテレビ局が加工して放送しやすいよう文面を工夫した川淵の開幕宣言が多く流されたのは、従来のプロ野球や大相撲とは単なる種目の違いにとどまらない、新しい形のプロスポーツが誕生した事を全国の視聴者に伝えようとするJリーグ側の思惑通りだった。テレビ局でもJリーグ開幕に合わせた報道体制を準備し、日本テレビでは試合開催日の21時54分から6分間の枠でその日のJリーグの試合結果を伝える速報番組、TBS系列ではJリーグクラブがある地域の放送局をネットして毎週土曜の24時45分（翌日の毎週日曜0時45分）から30分間の「速報!Jリーグ」の放送を開始した。テレビ朝日の「ニュースステーション」では、自らの放送日とJリーグ開幕日（第2節）が初めて重複した5月19日から「Jリーグ全試合完全詳報」を開始した。
のちJリーグ20周年の2013年、この日は「Jリーグの日」と定められる（#2013年の20周年企画）。

## 5月16日
スポーツ新聞にとどまらず、一般紙やテレビニュースでも前日の開幕戦を詳しく伝える中、第1節の残り4試合が全国で行われた。これはテレビ中継に配慮して、極力試合時間が重複しないようになっていた。
| 横浜フリューゲルス                             | 3 - 2    | 清水エスパルス                    |
| ---------------------------------------------- | -------- | --------------------------------- |
| - アンジェロ 9分 - モネール 57分 - 前田治 59分 | 公式記録 | - エドゥー 42分 - トニーニョ 89分 |

前年のナビスコカップで最下位（10位）だったフリューゲルスは、同大会で準優勝のエスパルスに対して苦戦が予想されたが、3-2で勝利した。勝ち越し点は、エスパルスGK真田雅則がペナルティーエリアから大きく飛び出してクリアしたボールを拾ったフリューゲルスのDFモネールの左サイドからのロングシュートだった。得点後に腰を振り、チームメイトと互いの尻をぶつける独特の喜び方は「モネールダンス」として有名になり、その陽気さがモネール個人とJリーグ全体のイメージとして定着した。エスパルスは敗れたが、エドゥーがチームのリーグ戦初ゴールを記録した。テレビ中継はNHK衛星第1テレビジョン(NHK-BS1)とテレビ神奈川（録画中継）が行った。
| サンフレッチェ広島             | 2 - 1    | ジェフユナイテッド市原 |
| ------------------------------ | -------- | ---------------------- |
| - 風間八宏 1分 - 小島光顕 82分 | 公式記録 | - パベル 67分          |

1分、ゴール前に走り込んだ風間八宏が右足のボレーシュートでサンフレッチェが先制点を決め、これがJリーグの日本人選手ゴール第1号となった。対するジェフは67分（後半12分）にチェコ人FWパベルのゴールで追いついたが、82分に小島光顕のゴールで突き放したサンフレッチェが2-1で勝利した。ジェフは1990 FIFAワールドカップを優勝した西ドイツ代表メンバーのピエール・リトバルスキーが妙技を見せたが及ばなかった。テレビ中継はNHK-BS1と広島ホームテレビが行った。
| 鹿島アントラーズ                                  | 5 - 0    | 名古屋グランパスエイト |
| ------------------------------------------------- | -------- | ---------------------- |
| - ジーコ 25分, 30分, 63分 - アルシンド 53分, 64分 | 公式記録 |                        |

両チームとも前年のナビスコカップでベスト4に入り、アントラーズには元ブラジル代表の「サッカーの神様」ジーコが君臨し、グランパスは元イングランド代表のリネカーを迎えていた。ジーコやリネカーは開幕当時のJリーグが迎えた豊富な実績を持つ「大物外国人選手」と見なされてリトバルスキーと3人で抜きん出た報道がされ、推定年俸でもリネカーが2億6500万円で1位、ジーコが1億4000万円で2位と伝えられていたため、事前のニュースでもこの試合が「両雄対決」として大きく扱われていた。一方、地元鹿島での関心は過熱しておらず、約6000人と見込まれていたファンクラブ会員の無料入場が2000人にとどまったため、開幕節でのスタジアム定員に対する充足率は5会場中最低となった。これは川淵がアントラーズ（住友金属）の参入希望時に危惧した「人口の少なさによる観客動員の伸び悩み」が現実となった物でもあった。
試合はジーコとアルシンドの2人の活躍が目立った試合となった。前半25分、グランパスの守備がもたついた所にジーコが走り込み、チームの初ゴールを決めた。さらに30分、ペナルティエリアのすぐ外側の左サイドで得たフリーキックでは、ゴールの左上のコーナーに当たったものの運よく跳ね返らずにゴール内に入り、名古屋を突き放した。さらに63分（後半18分）にはアルシンドからのアシストを決め、Jリーグでのハットトリック第1号となった。後半の主役はこのアルシンドで、自らも2得点を決めた。一方、リネカーはオフサイドとなったゴールシーン以外は沈黙し、試合後には「今日は90%が守備だった」と語った。アントラーズの守護神古川昌明は本田技研工業サッカー部時代は不遇を味わいJSL公式戦出場経験皆無だったが自身初の国内トップリーグ公式戦出場で本田時代から仕える指揮官宮本征勝の期待に応えフルタイム出場で無失点。試合は5-0でアントラーズの完勝に終わり、テレビ東京系列が行ったテレビの生中継 を通じてジーコやアントラーズの強さが全国に伝えられ、翌日のスポーツ面では「ジーコハットトリック」がトップを飾った。
| ガンバ大阪    | 1 - 0    | 浦和レッドダイヤモンズ |
| ------------- | -------- | ---------------------- |
| 和田昌裕 29分 | 公式記録 |                        |

試合はロングボールを主体とした攻め合いとなり、29分にガンバMF和田昌裕がリナルドのコーナーキックに右足を合わせて先制ゴールを決め釜本邦茂監督の期待に応えた。ハーフタイムにイベントのために暗くした照明の復旧に手間取り、後半の開始が遅れるハプニングがあったが、後半もガンバは浦和に押されエース永島昭浩が無得点ながらもGK本並健治を中心にリードを守りきった。超高校級ストライカーとして鳴り物入りで帝京高校から加入した松波正信はベンチ入りすらならなかった。レッズはアルゼンチン人のモラレスやフェレイラが不調で、シュート数では15本対4本と上回りながらも敗れた。テレビ中継はテレビ東京系列で行われ、視聴率は関東地区で14.4%だった。

## その後
前年のナビスコカップに続き、開幕節に各地のスタジアムが多くの観衆で埋まった事は、川淵チェアマン・木之本興三常務理事以下、Jリーグの事務局に大きな自信を与えた。国立での開幕戦を観戦した川淵は「これだけの記者の方に毎試合来ていただければうれしい。」と述べた後に「最後まで緩みのないハードな試合をしてくれた」と両チームを称えた。
なお、観衆5万9626人が観戦した開幕戦のヴェルディ－マリノス戦は長くJリーグの公式最多観衆試合で、2001年10月13日に埼玉スタジアム2002のこけら落としとして行われたレッズ－マリノスの6万0553人まで変わらなかった。 現在でも、ヴェルディの主催試合、また国立競技場でのJリーグの試合では、この開幕戦が史上最多となっている。Jリーグはこの5月15日を自らの誕生日とし、毎年この日前後の開催試合でさまざまな記念イベントを行っている。

### Jリーグ初年度の結果
1stステージを制したのはアントラーズだったが、2ndステージ及びチャンピオンシップを制したのはヴェルディだった。ヴェルディは開幕戦出場のみでエスパルスへと移籍した加藤久に象徴されるベテラン選手の離反が発生し、その煽りでマイヤーなどのオランダ人選手がシーズン途中で移籍するなどの内紛が響いてサントリーシリーズの優勝を逃したが、ビスマルクなどの獲得でブラジルにならった個人技重視のサッカーに戻してNICOSシリーズ（2ndステージ）に優勝し、1994年1月のJリーグチャンピオンシップではアントラーズを下した。その後、ヴェルディとマリノスが中心となり、他のチームが挑む構図が1995年シーズンまで続いた。
一方、この開幕節で無得点に終わったグランパスとレッズはその後も精彩を欠いた。5月22日の第2節で両者は対戦し、駒場スタジアムでの開催ながらアウェーのグランパスが3-0と快勝したが、リネカーは負傷による長期離脱なども起こし、1993年のJリーグではわずか1得点に終わった。結局、グランパスはサントリーシリーズ9位、NICOSシリーズ8位と低迷した。レッズは更に深刻で、開幕4連敗に加えて不振のモラレスやフェレイラが早々に移籍する状況となり、サントリーシリーズでは18試合でわずか3勝、NICOSシリーズではグランパス、ジェフと並ぶ5勝ながら得失点差で連続最下位という屈辱を味わった。両チームの成績向上は1995年を待たなければならなかった。また、グランパスはこの日以来、カシマスタジアムでのアントラーズ戦では21試合全敗（うち2試合は延長戦で同点後のPK負け）という極端に苦手なスタジアムとなった。「鬼門」とすら呼ばれたカシマでの連敗記録に終止符を打ったのは、チーム名を「名古屋グランパス」に改名した2008年の8月23日、22試合目だった（J1第22節、アントラーズ1-2グランパス）。

### 2008年の「クラシコ」
2008年5月3日に国立競技場で行われた東京ヴェルディ－横浜F・マリノス戦は、ヴェルディが2006年から2シーズンJリーグ ディビジョン2 (J2)に降格し、同年にJリーグ ディビジョン1 (J1) へ復帰したため、3年ぶりの対戦となった。この試合では両チームが協力し、この対戦を「クラシコ」と名付け、両クラブが専用ブログを設けるなどして、Jリーグ開幕戦の半券持参者 や1993年生まれの先着93名が入場無料、特設テントでの当時の試合球・両チームユニフォーム展示、Tシャツとタオルマフラーがセットになった記念チケットの販売など、15年前のJリーグ開幕戦にちなんだ集客キャンペーンを実施して、2万1798人の観衆を集めた。試合では両チームの選手が1993年当時のユニフォームを模したTシャツで入場し、結果は3-2でヴェルディがF・マリノスを下した。ヴェルディの監督は柱谷哲二で、試合後のインタビューで「15年前（開幕戦）に1-2で負けた悔しさを未だに覚えている。そういう意味では悔しさがちょっとは晴れたかと」と話した。ヴェルディではGKコーチも15年前の開幕戦に出場した菊池新吉だった。一方、F・マリノスはGKコーチが松永成立で、コーチの一人は1993年に選手登録されていたが開幕戦のベンチには入らなかった松橋力蔵だった。また、水沼貴史の息子、水沼宏太がこの試合のベンチに入ったが、1990年2月22日生まれの宏太は開幕戦の時は3歳2ヶ月でサッカーの試合が出来る年齢ではなく、父の応援のために国立競技場のスタンドにいた事を覚えていると語った。
この試合は日本テレビにより生中継され、音声多重放送の主音声部分では武田修宏が城彰二 と共に解説し、副音声部分ではラモス瑠偉と木村和司が二人で解説を行った。
続く11月29日、今度はF・マリノスが主催となった「クラシコ」が日産スタジアムで開催され、「クラシコ」用に特別に印刷された「早割チケット」（早期購入割引券）の販売などが行われた。この試合はF・マリノスが2-0で勝利した。ヴェルディは同年に再びJ2降格が決定した。

### 2013年の20周年企画
2013年、Jリーグは開幕20周年を迎える事になった。J1・J2全試合の生中継を行う衛星放送事業者、スカパーJSATはこれに合わせた記念企画を展開し、自らの放送サービスであるBSスカパー!とスカチャンにおいて、1993年5月15日のヴェルディ川崎－横浜マリノス戦を当時の映像に解説者としてこの試合に出場した水沼貴史の解説、そして八塚浩の実況を付けて2013年1月12日に放送した。この放送では開始前の開幕セレモニーの様子も一部紹介された。3月2日のJリーグ開幕に向けた宣伝としてはJリーグと共同でのキャンペーンを組み「20周年の開会宣言」と題したCMを制作したが、ここではヴェルディ－マリノス戦の際の開幕セレモニーや川淵三郎によるJリーグ開会宣言の一部を使用した上で、当時を模して国立競技場のトラック上に作ったステージの上で、2013年当時の所属クラブの旗に囲まれた中山雅史 が「もう一度、開会宣言。」として視聴者に語りかける形式となった。
リーグ戦での公式行事としては、5月11日に開催するJ1第11節・浦和対鹿島の試合が記念試合「Jリーグ 20thアニバーサリーマッチ」として開催された。対戦カードの選定に当たってJリーグでは「20年間のリーグ戦で最多優勝回数を誇る鹿島と、最多観客動員数を記録する浦和の2チームの組み合わせを記念試合に指定した」と発表している。この試合では特別来賓として元浦和のポンテと元鹿島のアルシンドが登場した。
また同年5月5日のNHK総合テレビジョン「NHKアーカイブス」 では1993年5月14日に「NHKスペシャル」として放送された「サッカーにかける男たち」というドキュメンタリー番組と、同5月15日の開幕戦のハイライト映像を放送し、その開幕戦にV川崎の選手として出場したラモス瑠偉（サッカー解説者・ビーチサッカー日本代表監督）と、当時実況を担当していた山本浩（スポーツ評論家・法政大学教授）による対談が行われた。

### 2024年の開幕戦
ヴェルディは2008年シーズンを最後にJ2に低迷、2023年のJ1昇格プレーオフにより16シーズンぶりのJ1復帰を果たしたが、2024年シーズンの開幕節（2月25日）の相手が横浜F・マリノスとなり、会場も31年前の開幕と同じ国立競技場での開催となり、Jリーグも煽り映像で大きく時間を割くなど盛り上げを図り、試合前には31年前と同じく、元Jリーグチェアマンの川淵三郎による挨拶が行われ、川淵が感極まる場面も見られた。試合は終盤にDF松原健のゴールで勝ち越したF・マリノスが1-2で逆転勝利し、31年前の試合結果の再現となった。

## 社会への影響
この開幕節の映像は何度もテレビで取り上げられ、Jリーグ事務局が引き続き積極的なメディア露出戦略に乗った広報活動を進めたこともあって、Jリーグ自体が大きな社会現象となった。豪華な開幕イベントとその後の熱戦を見たサッカー関係者は一様に満足し、Jリーグの成功を確信した。また、地域社会との関連を重視し、「Jリーグは文化の総合体でありたい」 とする川淵の姿勢も好意的に取られた。
各クラブの人気は急上昇し、後に「Jリーグバブル」と呼ばれる状態が発生した。1993年の観客動員数は1試合平均で1万7976人となり、Jリーグが目標としていた1万人を大きく上回った。「Jリーグ」は1993年の新語・流行語大賞に選ばれ、川淵が表彰を受けた。開幕戦の来賓となっていた王貞治が「今までのスポーツとは違う印象を受けた。（中略）プロスポーツとして、スタートの評価は上々でしょう」と述べたように、Jリーグの陽気なイメージは広く浸透し、10代や20代の青少年層を中心に強く支持された。
この成功にはプロ野球などの他のスポーツ団体からはサッカー人気の拡大で自らの基盤が脅かされるという危機感も生まれ、これを煽るメディア報道も現れた。週末が明け、5月17日に発表された各テレビ番組の視聴率で、関東地区では開幕戦がサッカー中継史上最高を更新する32.4%を記録し、開幕戦と同時刻にテレビ朝日系列で放送されたプロ野球の広島－巨人戦の視聴率が同年最低の17.5%にとどまった事で、プロ野球側の危惧は現実のものと認識された。
開幕戦の華やかさはJリーグを目指す多くの人々にも影響を与えた。Jリーグ参加を見送られてジャパンフットボールリーグ (JFL)のリーグ戦開幕に備えていたジュビロ磐田の選手達は、ヴェルディ－マリノス戦のテレビ中継を見て、Jリーグクラブと実力は劣っていない自分達のJ参入を必ず果たす決意をした。中山雅史は『Jリーグオフィシャルガイド』で「読売と日産＜注：原文ママ＞の試合はテレビで見るでしょう、やっぱり興味ありますから」「テメエら、（オレが行くまで）浮かれてろよって（笑）。書かないで下さいよ、冗談なんですから（笑）。実際はチキショーって思うでしょうね、J1 とは盛り上がりが違うでしょうから」「（1992年の）J1の開幕日にも、多少はお客さんが来てくれるだろうと思ってたのに、雨のせいもあってパラパラだったんです。やっぱりJリーグとJ1は違うんだって実感しましたね」と語っている。ジュビロは1993年のJリーグカップでグランパスとレッズに勝利するなどの結果を残した後、翌1994年にJリーグに参入した。ここまでJリーグに近づいていない全国のサッカー少年や指導者も、この開幕節に強い印象を持ち、やがて全国からJリーグに入る選手やクラブが生まれる素地となっていった。その中には2005年にマリノスに加入し、2008年11月の「クラシコ」で活躍した狩野健太も含まれていた。狩野は「衝撃でした。自分は小学校1年生で、それまで野球をやっていました。でもあの試合を見てサッカーを始めました」とテレビ中継で見たヴェルディ－マリノスの開幕戦の感想を語っている。
また、鹿島町やアントラーズの親会社の住友金属工業が協力して目指した「サッカーを中核とした街づくり」の実例が示された事で、全国の自治体も自地域でのJリーグクラブ誕生に積極的となり、スタジアム着工やクラブ育成が進む事になった。

### 注記
1. ↑  これにより、同シーズンのチャンピオンシップは1994年1月に開催される事となった。チャンピオンシップ（およびリーグ戦）が年をまたいだのはこのシーズンのみである (その後Jリーグカップは2020年大会の決勝が年をまたいでの開催となったが、これとは事情が異なる) 。
2. ↑  先述のワールドカップ地区予選のためにリーグ開催可能期間が限られる一方、当時のJリーグ参加数は10チームと少なく、年間2回総当り（18試合）だけだと興行面で不利が生じる恐れがあり、年4回総当り（36試合）で日程を組んだため（2005年以降のJリーグ1部では18チームが参加し、年2回総当たりの34試合が組まれている）、第1ステージは5月中旬-7月中旬の2ヶ月間でほぼ毎週2試合ずつという過酷な日程を強いられた。第2ステージは極力週2試合を行わないように配慮していたが、それでも11-12月のいくつかの週は週2試合ペースとなった場合もあった。
3. ↑  ヴェルディには、ラモス瑠偉・都並敏史・柱谷哲二・三浦知良・武田修宏・北澤豪が、マリノスには勝矢寿延・松永成立・井原正巳・山田隆裕の代表選手が所属していた。
4. ↑  これは、NHK総合テレビで毎日19時00分から「完全帯番組」であるNHKニュース7を放送しているためで、その後数回にわたって（サントリーチャンピオンシップなど）総合テレビでナイトマッチが中継された際にも、いずれも19:30のキックオフとなっている。
5. 1 2  観客がこの記念チケットを完全な形で保存できるよう、試合当日のもぎり（半券の切り離し）は行われず、入口ではチケット所持の確認だけが行われた。このため、2008年の「クラシコ」では半券を持参とあるが、実際には記念チケットそのものが残っている形となった。
6. ↑  これは、ヴェルディの主催試合のうち、マリノス戦やチャンピオンシップなどの大観衆が見込める場合に国立競技場を使用する最初の例ともなった。
7. ↑  クラブが主管権を第三者に譲渡するもの（いわゆる譲渡試合）ではなく、後のJ1昇格プレーオフ決勝などのように「リーグが主管する公式戦」として開催された。
8. ↑  ペレが語ったこの開幕戦の感想を報じた1993年5月16日付の「朝日新聞」（朝刊19面）は、この肩書でペレを紹介した。ペレはこの訪日中に、東京ガスサッカー部（現在のFC東京の前身）と提携して設立した、自身の名を冠したサッカースクールの開校に立ち会った。
9. ↑  例として「朝日新聞」を挙げると、5月15日の朝刊（13版東京＝最終版）ではサントリーとSCPが展開する公式グッズショップ「CATEGORY-1」（現在のJリーグ公認ショップフラッグスタウンの前身の一つ）の全面広告2本を含めて3ページ分以上、同日の夕刊ではJリーグとサントリー（炭酸入り健康ドリンク「デカビタC」の懸賞告知）の全面広告2本が掲載された。
10. ↑  その費用は1億3000万円とされた[2]。
11. ↑  TUBEはSCPと同じソニーグループの音楽部門、ソニー・ミュージックエンタテインメントに所属していた。
12. ↑  原稿では「夢の実現に向けて」だった。読み替えた理由は不明
13. ↑  スポーツのセレモニーとして実施された初めての事例。なお、当時は1999年に制定された国旗及び国歌に関する法律による規定が存在しなかったため、「事実上の国歌」としての扱いである。
14. ↑  NHK総合テレビでの生中継はこの選手入場から始まった。開幕セレモニーは翌日にNHK BS-1で録画放映された。
15. ↑  Jリーグの公式記録では90分制の表記が用いられているため、本項目でもそれにならい、後半での時間数を便宜上付記する。
16. ↑  これは同年4月から毎週土曜に始まっていた。ただし、日曜日である同年5月16日には放送されなかった。
17. ↑  解説はサッカーマガジン編集長の千野圭一、司会はTBSアナウンサーの松下賢次（当時）。この番組が同年10月開始の「スーパーサッカー」の原点となった
18. ↑  サッカー担当のキャスターとして俳優の川平慈英が出演。
19. ↑  視聴率は関東地区で9.4%だった。
20. ↑  リーグ戦以外は1998年、1998 FIFAワールドカップ（W杯フランス大会）直後に横浜国際総合競技場で開催されたJリーグオールスターサッカーで6万0566人を記録した。
21. ↑  当時は引き分けが無く、同点の場合はサドンデス方式（翌1994年にVゴールに変更）の延長戦、さらにPK戦で必ず勝敗を付けた。
22. ↑  グランパス監督のドラガン・ストイコビッチは、自らの現役時代もゴールを決めることができなかったこのアウェーでの勝利を「今日は一つ、歴史的勝利として刻まれるものだと思います」とコメントした[15]。
23. 1 2 3  1999年にJリーグは2部制に移行、従来のJリーグはディビジョン1 (J1) に改称し、下部リーグとなるディビジョン2 (J2) が導入された。なお、それまでは「J1」の呼称はJリーグの下部リーグであったジャパンフットボールリーグ1部の呼称としても用いられていた（中山がインタビューで述べていた「J1」はこれを指す）。
24. ↑  Jリーグで「クラシコ」の名称が使われたのは、2006年にFC東京と川崎フロンターレが直接の対戦を「多摩川クラシコ」と名付けたのが最初。なお、ヴェルディは2000年にフロンターレと川崎ダービー、2001年以降はFC東京と東京ダービーを戦っている。
25. ↑  Jリーグの優先放送権は民間テレビ放送局ではTBSが持っていて、日本テレビのヴェルディ戦中継は同日深夜の録画放送が常であるため、この生中継は異例であった。日本テレビがヴェルディ戦を生中継したのは、2004年10月2日神戸戦以来約4年ぶりだった。なお、この時以降は生中継されていない。
26. ↑  城は1993年当時は鹿児島実業高等学校の3年生だった。
27. ↑  これは F・マリノスの公式サイトで告知された。
28. ↑  なお、同企画では1993年度（1994年1月）のチャンピオンシップ2試合も放送され、その後も再放送を行った。
29. ↑  上記の通り、中山は1993年にはJリーグでプレーしていない。
30. ↑  正確には、2019年11月に竣工した、改築後の国立競技場での開催。
31. ↑  厳しい言葉が多いクラマーも、記者団には「選手は開幕戦ということで、かなり神経質になっていたようだ」と苦言を呈しながら「放送用のヘリコプターが飛び、華やかなオープニングイベントを見て、（日本の）世の中も変わったなと感じた。」と述べ、試合終了後と同時にはメキシコ五輪でコーチだった岡野俊一郎日本サッカー協会副会長を「おめでとう!」と祝福した[27]
32. ↑  Jリーグ開幕戦を自宅のテレビで観戦していたプロ野球・セントラル・リーグ会長の川島廣守は「確かに強敵現る、ですな」と危機感を示した。また、パシフィック・リーグファンとしてコメントを寄せた文芸評論家の川村二郎は「日本人は新しもの好きだから、わっとなる。でも、それだけのこと。熱気は、すぐに冷めますよ」と冷ややかに述べた。一方、当時はトップリーグのプロ化を模索し、1994年にVリーグを発足させた日本バレーボール協会会長の松平康隆は「新しいものの誕生は喜ばしい」「外国人選手に頼った安易なチームづくりで、本当に人気は続くのだろうか」という賛否両面からの指摘を行った[12]。
33. ↑  開幕戦後の談話で王は「ゴールと本塁打の感激が違うように、野球との比較はできない」と釘を刺していたが、既に5月16日のTBS「サンデーモーニング」では「激突！サッカー対野球」のコーナータイトルが新聞のテレビ番組欄に掲載されていた。
34. ↑  それまでは同年4月18日のW杯1次予選、日本－UAEの24.0%。なお、中継を担当したNHKの担当プロデューサーは15-20%と予想していた[32]。
35. ↑  関東地区における巨人戦の年間平均テレビ視聴率は、1992年が19.3%、1993年が21.5%。同年には長嶋茂雄監督の復帰で巨人人気の上昇が期待されていた。

## 参照
- J's GOAL ハッピーバースデー特設ページ
- Jリーグニュース100号記念特別企画「Jリーグ開幕秘話」
- 『Jリーグオフィシャルガイド1993・サントリーシリーズ』（小学館、1993年）
- 『Jリーグ10年の軌跡』　ISBN4583037759　（ベースボール・マガジン社、2003年）